# Bibliothèque universitaire Moretus Plantin
La Bibliothèque universitaire Moretus Plantin (en abrégé BUMP) est la bibliothèque de l’Université de Namur. Ouverte au grand public, la bibliothèque comptait en 2019 plus de 1 500 000 ouvrages. 

## Histoire

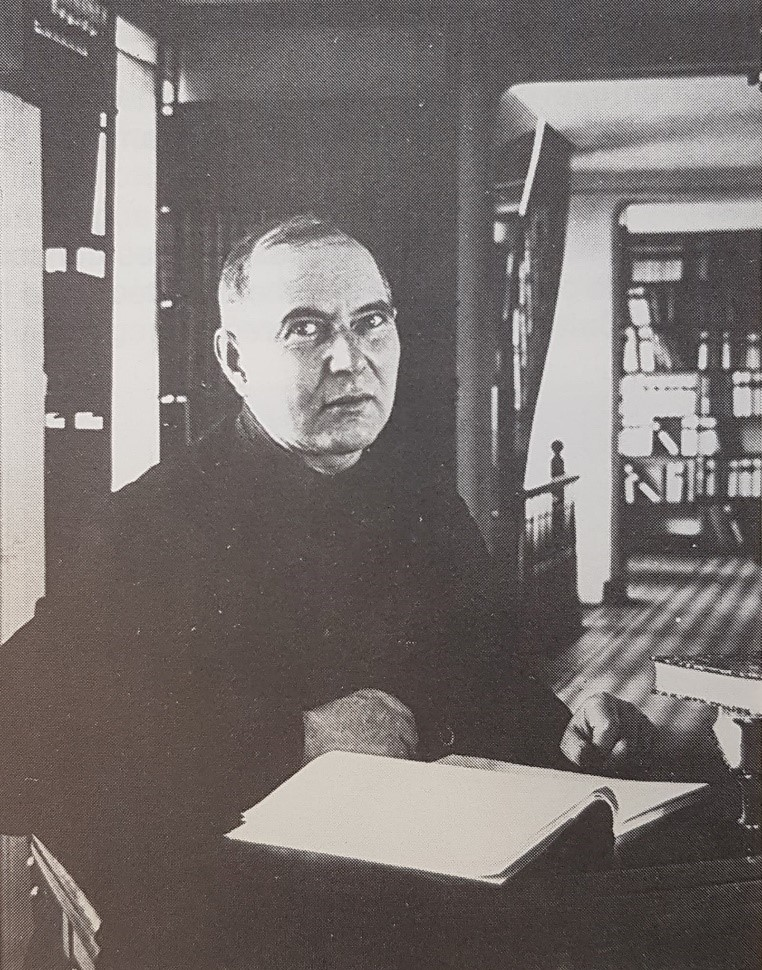
Portrait du père Henri Moretus Plantin (Bibliothèque universitaire Moretus Plantin, Guide du lecteur, Namur, 1984, p. 5.)

Inauguré en 1979, mais initiée en 1921 par le père Moretus Plantin, la bibliothèque centrale a été construite, selon les plans de l'architecte namurois Roger Bastin.
Il n'existe pas de bibliothèques centrales au XIXe siècle. Néanmoins, les formations des Facultés n’ont cessé de se diversifier dans la seconde moitié du XIXe siècle avec,  En 1921, on en dénombrait neuf : philosophie, histoire, philologie classique, littérature moderne, physique, chimie, botanique, zoologie et minéralogie. Il s’agit là du premier fonds de la future bibliothèque.

### Le temps du père Henri Moretus Plantin
Né à Anvers d’une famille noble, le père Henri Moretus Plantin (1878-1957) était au départ professeur au Collège jésuite Notre-Dame de la Paix de Namur. Formé par la suite à l'École nationale des chartes à Paris, il devint en même temps directeur du Séminaire d’Histoire des Facultés en 1913. Durant cette période, il se rend compte de la pauvreté des fonds proposés à Namur. Ce manque de ressources le pousse à créer une nouvelle bibliothèque scientifique et centrale qui serait prioritairement destinée aux professeurs jésuites du Collège ainsi qu'aux professeurs et étudiants de la Faculté de Philosophie et de Lettres. 
Profitant de la générosité financière de sa mère, la comtesse Louise de Theux de Meylandt, le père Moretus Plantin débute la constitution d’un fonds à partir de 1921. Il visite dans un premier temps des librairies allemandes où il achète plusieurs ouvrages de grande valeur. Il acquiert également d’autres documents en France, en Belgique ainsi qu’en Autriche, en Angleterre et en Italie. Il envoie progressivement le tout à Namur. Ainsi est née en décembre 1921 la bibliothèque Musaeum Artium Provinciae Belgicae S.J., plus familièrement appelée « la bibliothèque Moretus », destinée à tous les Jésuites de Belgique. 
Le père Moretus Plantin ne s’arrête cependant pas à ces premiers achats. Grâce à une politique méthodique d’acquisition de livres, neufs ou anciens, sa collection passe de 35 000 volumes en 1924 à 220 000 en 1957, année de son décès accidentel. Cet accroissement du nombre de volumes est de surcroît facilité par les subventions de l’État belge puisque les Facultés Notre-Dame de la Paix sont officiellement reconnues en tant qu’institution universitaire en 1948.
Le père Moretus fait construire une bibliothèque qu’il appellera « Bibliothèque des Belles-Lettres ». Situé au niveau de la rue Grafé, ce bâtiment en béton creux était prévu pour accueillir 400 000 volumes. Terminée en 1928, elle est inaugurée par le roi Albert Ier en 1931 à l’occasion du centenaire du second Collège jésuite de Namur. Modernisée en 1958, elle porte au fronton de son édifice la devise des imprimeurs anversois Moretus et Plantin : Labore et constantia. Aujourd’hui encore, la bibliothèque des Belles-Lettres sert, entre autres, d’espace de stockage pour la bibliothèque centrale actuelle.

### Morcellement des ressources
Au cours des années 1960, de nouvelles orientations d’études comme les sciences économiques, les sciences exactes, le droit ou encore l’informatique ont été ouvertes sur le campus namurois. Afin d'éviter l’explosion des coûts liés aux livres ainsi que les problèmes de gestion, le recteur des Facultés de l’époque), lance en 1973 le projet de construire une nouvelle bibliothèque, moderne, au cœur du campus. Cet édifice central pourrait ainsi accueillir les collections de la Bibliothèque des Belles-Lettres mais aussi les collections des bibliothèques de philologie, de langues germaniques, de sciences ou d’économie. Seules les bibliothèques de Sciences-Économiques, de Droit ainsi que quelques bibliothèques de départements resteront en dehors de la BUMP. 
Le 27 novembre 1978, les autorités décident de nommer la nouvelle bibliothèque centrale « Bibliothèque universitaire Moretus Plantin. Après de nombreux débats au sujet de son architecture et plus particulièrement de sa tour, le chantier débute  en juillet 1977. La bibliothèque sera ainsi inaugurée le lundi 17 septembre 1979.

### Évolution de la BUMP depuis 1979
Depuis 1979, l'aménagement a été modifié ainsi que gestion de la bibliothèque. Le Père Jacques Denis, afin de protéger les collections la bibliothèque a inauguré une nouvelle Réserve en 1997.

### Le Centre de documentation religieuse
Dans un autre registre, la BUMP a obtenu durant l'été 2012 la gestion des collections du Centre de Documentation et de Recherche Religieuses [CDRR]. Ce fonds est en fait originaire des facultés philosophique et théologique jésuites d'Eegenhoven-Louvain. Ouvert en 1927, ce site - un peu à l’extérieur de Louvain -  accueille alors la Faculté jésuite de Philosophie de Louvain devenu trop exiguë. Parallèlement, environ 30 000 ouvrages sont également déplacés dans cette nouvelle implantation. Malgré de lourdes pertes à la suite des bombardements de Louvain en 1940, les collections n’ont cessé de croître avec une augmentation annuelle de près de 2 000 volumes. À la fin des années 1960, le scolasticat d’Eegenhoven, victime de la crise des vocations et de la préférence des étudiants jésuites à vivre en 'petites communautés', ferme ses portes. Les étudiants de philosophie sont alors envoyés dans les institutions jésuites de Namur. En 1967, c’est au tour de la section de théologie de quitter Eegenhoven pour Bruxelles Sans étudiant ni professeur, la bibliothèque jésuite, avec ses riches collections, est peu utilisée.
En 1970 débutent des négociations avec les Facultés universitaires (jésuites) de Namur pour l’accueil de ses collections. Le déménagement des collections du CDRR a lieu en 1980, un an après le transfert de celles de la Bibliothèque des Belles-Lettres vers la BUMP. Les locaux de la rue Grafé accueillent ainsi les 650 000 volumes de la bibliothèque de philosophie, de théologie et d'histoire religieuse des jésuites francophones de Belgique. Entre 1980 et 1990, le père Charles Matagne recense les fonds patrimoniaux (imprimés du XIVe au XVIIIe siècle), qui sera par la suite publié sous forme de catalogues. La gestion des collections du CDRR est finalement confiée en 2012 à la BUMP sous la forme d’un commodat. Pour conserver au mieux les 45 000 ouvrages, une seconde Réserve est inaugurée en mai 2016.

## Le bâtiment de Roger Bastin
le recteur Jacques Denis fait appel aux services de l’atelier d’architecture de Roger Bastin, architecte namurois. Il sera chargé plus tard de la rénovation de l'Arsenal. La nouvelle bibliothèque a pour ambition de répondre à l’accroissement du nombre d’étudiants tout en donnant une nouvelle dimension aux FUNDP,.
Il faudra finalement attendre le 19e projet pour voir la ville et les FUNDP trouver un accord et adopter les plans de Roger Bastin. La tour sera finalement couchée sur le flanc pour ne pas gêner le paysage tout en maintenant une importante capacité d’accueil. 
Selon Guy Van Oost, ancien collaborateur et associé de Roger Bastin : « la BUMP reste ainsi l'une des plus belles réussites de l'architecte. Bastin fut l'un des plus grands architectes belges de son époque. Il était également membre de l'Académie Royale de Belgique ». 

### Une bibliothèque moderne intégrée dans la ville
Le projet définitif de ce bâtiment, qui se veut moderne, est ainsi adopté en 1976. La construction est guidée par des objectifs de fonctionnalité et par la simplicité des lignes et des matériaux inspirés du Corbusier. La « tour couchée », d'une hauteur de 27 mètres, est recouverte de plaques d’aluminium visant à fondre l’édifice dans le paysage et à s’accorder avec la coupole de la cathédrale. Le choix d'utiliser du béton brut de décoffrage, même à l’intérieur des salles de lecture, induit à la fois le dépouillement des espaces et la mise en valeur du « pouvoir d'expression » du béton. 
Les ouvrages ainsi que la salle de lecture se trouvent aux deux étages suivants. Pour y accéder, les usagers empruntent une cage d’escalier qui peut s’avérer banale. Pourtant, un soin tout particulier a été apporté à cet escalier : il donne l'impression de flotter dans l’espace, puisqu’il ne repose sur aucun appui. Cette prouesse a été rendue possible grâce à l'ingéniosité de René Greisch. 
Les tables de lecture, les lutrins et une grande partie du mobilier ont été dessinés par l’atelier de Roger Bastin.  Les étages supérieurs de la « tour couchée » sont consacrés aux deux Réserves précieuses ainsi qu’aux magasins où sont classés les livres qui ne sont pas disponibles en accès direct.

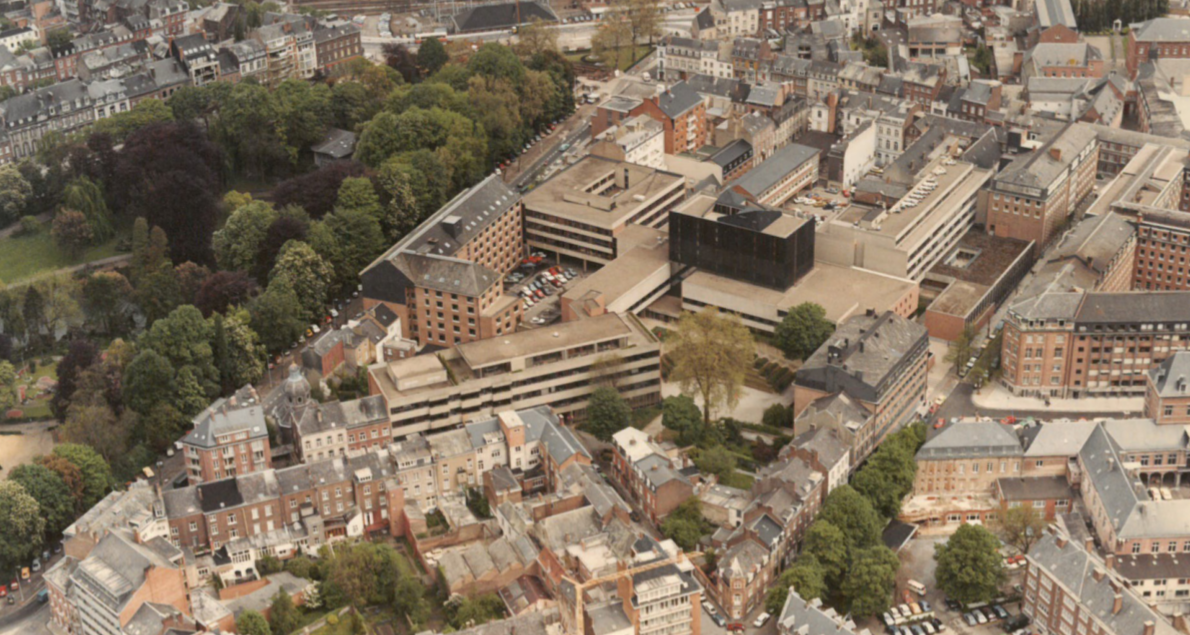
Vue générale du campus réalisé par Roger Bastin au cœur de la ville. Le bâtiment de la BUMP se trouve au centre de l'image.

Dès la construction de la BUMP, des espaces ont été aménagés pour accueillir des œuvres d’art.  La grille sculpturale du sculpteur franco-mexicain Jorge Dubon est la pièce maîtresse de ce dispositif. Située au niveau du hall d’entrée, cette grille, de 5 mètres 30 de long sur 2 mètres 30 de hauteur, permettait à l’origine de fermer l’accès à la première cage d’escalier. En outre, on retrouve au niveau de la salle Henri Moretus Plantin, au 3e, le triptyque « Végétation » confié par la Fédération Wallonie-Bruxelles. L’architecte Bastin a également offert deux sérigraphies de Jo Delahaut. 

## Collections

### Les ouvrages en libre accès
Il a été décidé, lors de l’ouverture de la bibliothèque en 1979, de rompre avec la tradition de consultation contrôlée encore bien palpable à l'époque dans bon nombre de bibliothèques. Ainsi, les salles de lecture, situées aux 2e et au 3e étages, proposent depuis lors aux usagers d'accéder librement aux documents les plus fondamentaux d’une thématique ou les plus fréquemment consultés. Le journaliste Pierre Dulieu déclare même qu’il s’agit de la « nef du temple […] la bibliothèque cesse d’être un lieu secret et pieux ». 
Ces ouvrages sont de facto classés par matières et rangés pour la plupart d’après un schéma inspiré de la Bibliothèque du Congrès dont le système de classement est répandu dans le monde entier. Parmi les diverses matières présentes en libre accès, on retrouve au second étage l’histoire, l’histoire de l’art, la musique, les fonds régionaux, la bibliothéconomie, l’histoire du livre, la psychologie mais aussi les sciences politiques et économiques. Le troisième étage est dévolu aux ouvrages usuels de sciences, de médecine, de géographie, de philologie ainsi qu’aux ouvrages de littératures romane et germanique. 
Sur base du catalogue informatisé, qui ne prend donc pas en compte les fiches catalographiques numérisées, on trouve en libre accès 60 000 ouvrages.

### Les fonds en magasin
Néanmoins, il n’est pas possible de placer tous les ouvrages en libre accès, cela prendrait bien évidemment trop de place. C’est pourquoi les ouvrages les plus spécialisés ou plus anciens sont rangés en magasin, soit dans les étages supérieurs de la tour soit à la rue Grafé. Au sein de la BUMP, les ouvrages sont rangés dans des rayonnages mobiles Compact. Collés les uns aux autres permettant ainsi un important gain de place, les rayonnages sont montés sur des roulettes permettant le déplacement des rayons sur des rails encastrés dans le sol. Les monographies y sont là aussi classées par thématiques. Selon le catalogue informatisé, la BUMP conserve plus de 253 000 ouvrages en magasin alors que les locaux de la rue Grafé accueillent 39 540 ouvrages.

### Les périodiques et autres ressources électroniques
Dès ses débuts, la bibliothèque universitaire Moretus Plantin s’est abonnée à des milliers de revues scientifiques, une aile entière leur était d’ailleurs consacrée. En 1984, la bibliothèque était ainsi abonnée à 3 123 périodiques disponibles en accès direct. Aujourd’hui, la place octroyée aux périodiques papier a été singulièrement réduite. Les numéros de l’année en cours restent accessibles librement, au second étage de la bibliothèque. Quant aux numéros plus anciens, ils sont conservés en magasin. 
Cette restructuration de l’espace s’explique assurément par le passage progressif aux revues numériques au cours des années 1990. Les bibliothèques n’achètent donc plus directement les revues papier mais financent l’accès à la revue depuis un ordinateur. En outre, les coûts d’abonnements étaient de plus en plus exorbitants. Les bibliothèques universitaires de Belgique francophones ont donc renoncé à poursuivre les abonnements papier et se sont unies pour faire baisser les coûts des abonnements électroniques (BICfB). 
La BUMP, ainsi que les différents départements de l'Université, possèdent au total 18 123 abonnements électroniques, que ce soit seule ou en consortium avec d'autres universités. En outre, l’institution possède 43 707 autres ressources électroniques.

## Patrimoine

### Les collections des Réserves précieuses
Respectivement inaugurées en 1997 et en 2016, les deux Réserves précieuses de la Bibliothèque universitaire Moretus Plantin conservent à elles deux près de 100 000 documents. 
La Réserve précieuse inaugurée en 1997 abrite les collections appartenant soit directement à la BUMP soit les collections conservées en dépôt au sein de la bibliothèque. On y trouve ainsi des ouvrages uniques de par leur rareté ou leur reliure. Dans la sélection opérée en 1994, peu avant le transfert vers la nouvelle Réserve précieuse, l’état du fonds se présentait comme tel : 
- 200 manuscrits
- Quelques autographes
- 38 incunables (ouvrages imprimés avant 1501)
- 6 500 volumes des XVIe et XVIIe siècles
- 7 000 éditions de prix postérieures à 1700
- 10 000autres éditions particulières.

Parmi ces volumes, certains trésors ont davantage de valeur encore. On pense immédiatement au Quaestiones super Evangelis de tempore et de sanctis de 1477 de Johannes de Turrecremata qui se révèle être un incunable unique en Belgique. On songe également à la célèbre Description de l'Égypte, ouvrage commandité par Napoléon Bonaparte, avec près de 837 planches à l’eau-forte ou encore à l’édition unique de l' Hortus Cliffortianus de von Linné. Il ne faut pas non plus oublier les rares impressions du XVIe siècle comme la Bible polyglotte, en huit volumes, éditée par l’imprimeur anversois Christophe Plantin mais aussi les œuvres de Calvin, de Luther, de Machiavel ainsi que les livres illustrés de botanique et de zoologie.
Les acquisitions se font principalement par des dons d’anciens élèves ou de grandes familles. Les achats de documents anciens sont eux bien moins fréquents. Outre les ouvrages, on retrouve, aussi étonnant que cela puisse paraître, de nombreux documents non-livresques au sein de la première Réserve précieuse. On y relève ainsi une très importante collection de cartes postales, d’affiches ainsi que des reliures d’art signées, armoriées ou polychromées.
En 2016, une seconde Réserve précieuse est aménagée afin d'accueillir les ouvrages les plus anciens (antérieurs à 1830) et les plus précieux du Centre de Documentation et de Recherche Religieuses (CDRR) jusque-là conservés en magasin aux côtés des écrits plus modernes. Ainsi, de par leurs richesses et leurs qualités, ces quelque 45 000 ouvrages nécessitaient eux aussi de meilleures conditions de conservation. Parmi les principales richesses de cette collection, on retrouve un manuscrit d’un poète normand du XIVe siècle, un opuscule enluminé de textes de saint Bernard imprimé en 1478 mais aussi un exemplaire extrêmement rare du premier tirage des Principes mathématiques de philosophie naturelle de Newton.
En ce qui concerne la consultation de ces ouvrages précieux, il est nécessaire au préalable de remplir un formulaire en ligne et de recevoir l’autorisation du Pôle patrimoine.

### La conservation et la restauration des ouvrages
La fonction primaire d’une bibliothèque est de conserver et donner l’accès à des sources d’informations. La BUMP ne déroge bien évidemment pas à la règle. Toutefois, parmi les 1 500 000 ouvrages que possède la BUMP, certains documents requièrent un traitement tout particulier contre les poussières, micro-organismes et autres champignons. Les premiers plans de Bastin prévoyaient donc dès le départ la création d'une Réserve précieuse afin de protéger au mieux ces collections. Édifiée à côté de ce qui est aujourd'hui la salle Henri Moretus Plantin, cet espace, sans lumière ni chauffage, se révéla être insuffisamment équipé. C’est pourquoi un projet de 1992 prévoit l'aménagement en une Réserve précieuse moderne d’un étage complet, au premier étage de la « tour couchée ». Le chantier débute dès lors en janvier 1996 et la nouvelle Réserve précieuse est officiellement inaugurée le 21 novembre 1997. D’une capacité de 30 000 ouvrages, elle rassemble ainsi les technologies les plus modernes garantissant une préservation optimale. Cette salle spécifique est souvent qualifiée de « bunker » ou de « citadelle ». Il est vrai qu'avec ses murs en béton peint (pour éviter que la poussière de béton n'attaque les livres), son éclairage indirect anti-UV et son plafond totalement isolé, la Réserve se retrouve ainsi complètement coupée du monde. Un système de pulsion d'air a également été installé pour contrôler le flux d'air au sein de la salle. Enfin, une climatisation contrôlée par un ordinateur permet de garder une température de 18° celcius et une hygrométrie constante de 52 %. Les ouvrages sont quant à eux conservés dans des meubles métalliques fixes adaptés ou dans d’autres cas dans des boites spéciales. Cette Réserve comprend aujourd’hui plus de 32 000 documents.  
Pour répondre à la gestion des 45 000 livres anciens et précieux du CDRR, une seconde Réserve précieuse a été inaugurée le 20 mai 2016. 
Ces deux Réserves précieuses sont parmi les mieux équipées de Belgique. En outre, la BUMP propose un atelier de restauration d’ouvrages.

### La diffusion du patrimoine
L’accès à ces Réserves précieuses est donc strictement réglementé et seul le personnel de la BUMP est autorisé à s’y rendre. Pour atténuer ce manque d’accessibilité, une politique de valorisation de ces collections a été instaurée dès l’ouverture de la bibliothèque. En effet, les bâtiments de la BUMP ont été conçus pour que la bibliothèque devienne un centre culturel vivant et rayonnant au cœur de la ville. Ainsi, les plans de Roger Bastin prévoyaient la création d'une salle au premier étage consacrée à la tenue d’expositions temporaires et de conférences. Il faudra néanmoins attendre 1981 pour voir cet espace, isolé du reste de la bibliothèque par des parois vitrées, accueillir de tels évènements. Cette salle porte aujourd’hui le nom d’Alfred de Limminghe, ancien possesseur d’une remarquable bibliothèque d’ouvrages précieux de botanique, dont la BUMP conserve aujourd’hui une grande partie. 

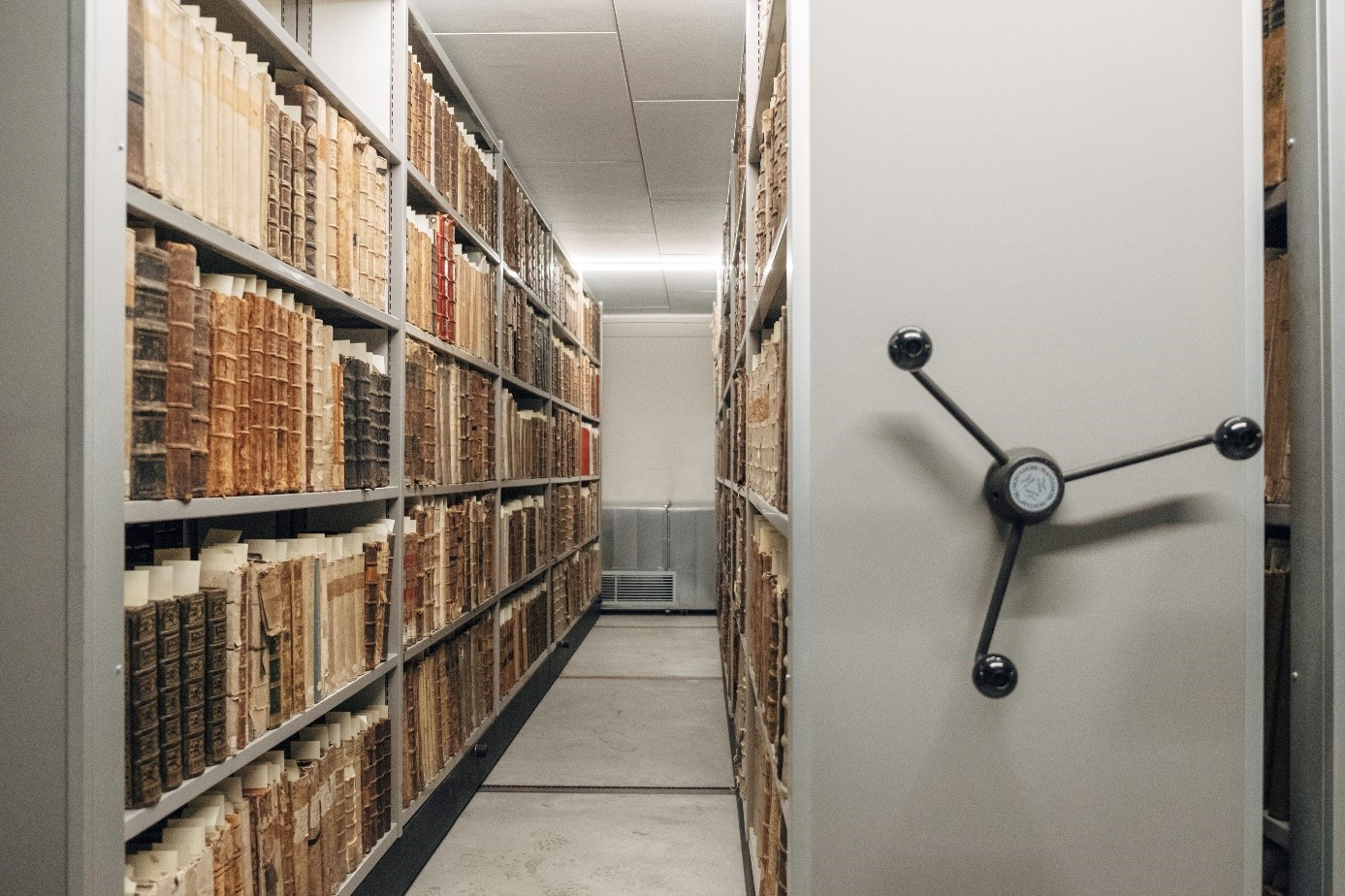
Vue d’un rayonnage au sein d’une Réserve précieuse.

Le premier objectif de ces expositions est donc de mettre en valeur la richesse des collections des Réserves précieuses. Car « si les fonds de livres anciens de la BUMP et du CDRR constituent assurément l'une des principales richesses de l’Université de Namur, ils n’acquièrent cependant véritablement le statut de trésor que lorsqu’ils sont révélés (Michel Lefftz)». C’est pourquoi la BUMP élabore elle-même des expositions accessibles au grand public et ce gratuitement : 
- « Livres de fleurs du XVIe au XXe siècle » (1984)
- « Le livre illustré : Histoire et techniques » (1985)
- « Livres de fruits du XVIe au XXe siècle » (1992)
- « Présence de l’Égypte » (1994)
- « Images de jardins du XVIe au XXe siècle » (1996)
- « Les muscinées du XVIe au XIXe siècle » (1999)
- « L'Art de la Guerre : de Machiavel à Clausewitz » (1999)
- « Voyage au cœur des fleurs » entre 2007 et 2008 dans le cadre du festival Europalia
- « L’Antiquité de papier : le livre d’art, témoin exceptionnel de la frénésie de savoir (XVIe – XIXe siècles) (2012)
- « Balade patrimoniale au cœur des Sciences et des Lettres » en 2016 à l’occasion de l’inauguration de la seconde Réserve précieuse
- « Tite-Live : une histoire de livres » (2017)
- « Quand la médecine rencontre son patrimoine » (2017-2018)
- « De la ville aux étoiles » (2019)

Afin de faciliter l'accès aux sources, il est prévu depuis 2006 de numériser et de mettre en ligne ces ouvrages précieux. C'est dans cette optique que Neptun a été lancé en 2013. Ce portail, sans cesse agrémenté, permet ainsi au public de consulter, entre autres, les biens précieux de l’UNamur depuis leur ordinateur.

### Collaboration
Le second grand objectif de ces expositions est de faire connaître l'institution et d’exercer une influence qui dépasse la seule communauté universitaire. Pour ce faire, la BUMP collabore, que ce soit avec des institutions internes à l'Université de Namur ou non, à l’élaboration d’expositions présentées à partir de livres ou d’estampes. De plus, la BUMP se propose d'héberger en son sein des expositions extérieures comme : 
- « Georges Simenon » organisée en 1984 par le Centre d’action culturel de l’actuelle Fédération Wallonie-Bruxelles.
- « Visages du terroir en province de Namur : dans les premiers pas d’un photographe vers 1890 et 1975 » organisée en 2007 par les services de la Culture et du Patrimoine de la Province de Namur.
- L'inauguration en 2014 du « musée du Capitalisme », musée itinérant restant à ce jour le seul musée consacré au capitalisme dans le monde[50].
- « Albert Ier : un grand roi, une grande guerre, un petit pays » (2018-2019)

## Public

### Autres services offerts au public

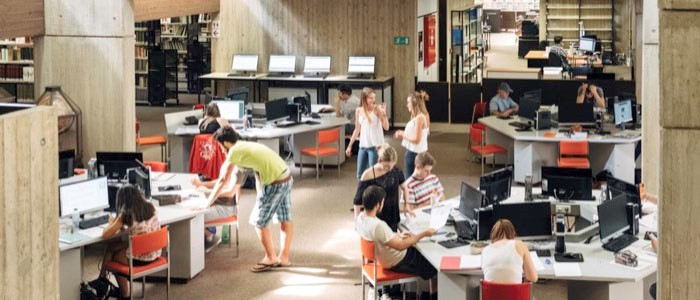
Vue du cœur de la salle de lecture.

Outre sa fonction primaire de consultations et d’emprunts d’ouvrages, la BUMP propose à ses usagers d'autres services qui ont évolué au cours du temps. Ainsi, les vestiaires et le coin pour enfants ont aujourd’hui disparu. Parmi les services actuellement proposés par la BUMP, on retrouve : 
- Prêts entre bibliothèques
- Visite guidée commentée par un bibliothécaire
- Organisation de formations
- Book a Librairian qui permet aux usagers de la BUMP de se faire accompagner par un bibliothécaire au cours de leurs recherches
- Réservation d’espaces de travail par le biais de l'application Affluences qui indique également le taux d’occupation de la bibliothèque
- Accès Wi-Fi
- 70 ordinateurs en accès libre
- Un accès à la bibliothèque 7 jours sur 7 de 7 h 30 à minuit durant les périodes de blocus (c’est-à-dire 6 mois de l’année)
- Photocopieurs, casiers, casques audio, matériel de loisirs…

## Fréquentation
Pour sa première année complète, en 1980, le nombre d’entrées à la BUMP était de 75 278 entrées, soit une fréquentation dix fois plus élevée que la Bibliothèque des Belles-Lettres. Depuis lors, le nombre d’entrées a considérablement augmenté avec un bond particulièrement significatif de 73 % ces deux dernières années. 
| Années | Nombre d'entrées |
| 1980   | 75 278           |
| 1985   | 151 214          |
| 1990   | 151 676          |
| 1996   | 143 557          |
| 2001   | 128 191          |
| 2006   | 134 988          |
| 2016   | 230 301          |
| 2017   | 374 796          |
| 2018   | 398 628          |

Cette hausse soudaine de la fréquentation s’explique il est vrai par le développement de l’Université de Namur mais aussi par un changement notable dans le profil des utilisateurs, peu importe l’endroit. À la suite de l’élargissement des horaires d’ouverture durant le blocus, les bibliothèques sont de plus en plus utilisées comme un « espace habité ». Concrètement, les utilisateurs les fréquentent de moins en moins pour y emprunter des ouvrages [cf. tableau suivant] mais bien pour y étudier dans un climat propice. 
| Année | Nombre de volumes empruntés | Nombre de volumes (en magasin) consultés |
| 1984  | 23 338                      | 9 392                                    |
| 1990  | 33 186                      | 9 906                                    |
| 2001  | 24 528                      | 10 405                                   |
| 2008  | 27 904                      | Non communiqué                           |
| 2012  | 21 484                      | 6 473                                    |
| 2018  | 17 859                      | 5 698                                    |

## Aménagement futur
En prévision de l'aménagement futur de la BUMP en un Learning Centre, les salles de lecture sont en cours de réagencement depuis l'été 2019 .